# If Not Now, When?
If Not Now, When? è il settimo album del gruppo musicale statunitense Incubus, pubblicato il 12 luglio 2011 dalla Epic Records e dalla Immortal Records.

## Tracce
Testi di Brandon Boyd, musiche di Brandon Boyd, Michael Einziger, Benjamin Kenney, Christopher Kilmore e José Pasillas II.
1. If Not Now, When? – 5:05
2. Promises, Promises – 4:26
3. Friends and Lovers – 4:07
4. Thieves – 4:17
5. Isadore – 4:35
6. The Original – 5:05
7. Defiance – 2:19
8. In the Company of Wolves – 7:35
9. Switchblade – 3:27
10. Adolescents – 4:48
11. Tomorrow's Food – 4:19

Tracce bonus nell'edizione giapponese
1. Surface to Air (B-Side) – 4:12
2. Megalomaniac (Live from Chile) – 5:38
3. Pardon Me (Live from Chile) – 3:58
4. Anna Molly (Live from Chile) – 3:49
5. Wish You Were Here (Live from Chile) – 3:42

## Formazione
Gruppo
- Brandon Boyd – voce, percussioni
- Mike Einziger – chitarra, pianoforte; orchestrazione, arrangiamento e conduzione strumenti ad arco
- Ben Kenney – basso
- Chris Kilmore – pianoforte, tastiera, mellotron, organo, giradischi
- José Pasillas II – batteria

Altri musicisti
- Ann Marie Simpson Orchestra – strumenti ad arco

Produzione
- Brendan O'Brien – produzione
- Tom Syrowski – ingegneria del suono
- Lowell Reynolds, Paul LaMalfa, Greg DePante, Billy Bowers, Mike Einziger – assistenza tecnica
- George Marino – mastering